# Valentí de Passau
Valentí de Rècia o de Passau va ser un bisbe de Rècia mort cap al 475; venerat com a sant, la festivitat litúrgica n'és el 7 de gener. Va predicar a la regió rècia i, cap al 435, va ésser nomenat primer bisbe de Passau. Va morir cap al 475 a Meran, al Tirol, essent-hi enterrat prop de la ciutat, a Mais. El 739 el seu cos va ser traslladat a Trento, d'on el duc Tassil III de Baviera el dugué a Passau (Baviera) en 761. A Alemanya els catòlics li tenen molta devoció, especialment a les diòcesis de Bozen-Brixen, Linz, Passau i St. Pölten, i és invocat per curar l'epilèpsia i altres malalties. Hi és anomenat Valtl. A partir del segle XV se'l representa amb un nen estès als seus peus.